# Guiné nos Jogos Olímpicos de Verão de 1980
A Guiné competiu nos Jogos Olímpicos de Verão de 1980 em Moscou, União Soviética. O país retornou às Olimpíadas após não disputar os jogos de 1972 e 1976.

## Resultados por Evento

### Atletismo
100 m masculino
- Paul Haba
  - Eliminatórias — 11.19 (→ não avançou)

200 m masculino
- Paul Haba
  - Eliminatórias — 22.70 (→ não avançou)

800 m masculino
- Sekou Camara
  - Eliminatórias — 1:58.9 (→ não avançou)

### Boxe
Peso Mosca (51 kg)
- Aguibou Barry
  - Primeira Rodada — Perdeu para Hassen Sherif (Etiópia) após desclassificação no segundo round

Peso Galo (54 kg)
- Samba Jacob Diallo
  - Primeira Rodada — Bye
  - Segunda Rodada — Perdeu para Ganapathy Manoharan (Índia) por pontos (1-4)